# Болезнь Андерсен
Болезнь Андерсен — гликогеноз, семейный цирроз печени, вызванный дефектом фермента амило-(1,4-1,6)-трансглюкозилазы.
Этот фермент катализирует превращение 1,4-связей в молекуле гликогена в 1,6-связи, то есть обуславливает ветвление молекулы полисахарида.
Заболевание сопровождается избыточным накоплением атипичного гликогена в печени.
Болезнь названа в честь американского врача — патологоанатома и педиатра Дороти Андерсен (Dorothy Hansine Andersen, 1901—1963), описавшей ее в 50-е годы XX века.